# Charina trivirgata
Charina trivirgata är en ormart som beskrevs av Cope 1861. Charina trivirgata ingår i släktet Charina och familjen Boidae. Inga underarter finns listade i Catalogue of Life. Det svenska trivialnamnet rosenboa förekommer för arten. Ibland listas den i ett eget släkte, Lichanura.
Arten är med en längd omkring 1 meter en medelstor orm. Den har en robust bål med litet huvud och kort svans. Kroppen är täckt med små fjäll och har flera längsgående band i ljusa och mörka färger som varierar beroende på population. Huvudet har inga värmekänsliga gropar och ögonens pupiller är lodräta.
Denna orm förekommer i sydvästra USA och i nordvästra Mexiko, inklusive halvön Baja California. Den vistas i låglandet och i bergstrakter upp till 2070 meter över havet. Charina trivirgata hittas även på några öar i Californiaviken och i Stilla havet nära kusten. Habitatet utgörs av öknar, torra buskskogar, klippiga områden och liknande landskap. Där vistas arten helst nära vattenansamlingar som bäckar eller periodiska floder.
Individerna lever främst på marken men de kan klättra i buskarnas låga delar. Ormen jagar främst mindre däggdjur. Honan föder cirka 8 levande ungar per kull (vivipari).
Charina trivirgata fångas ofta för att hålla den som terrariedjur. För hela beståndet finns inga allvarliga hot. IUCN kategoriserar arten globalt som livskraftig.